# Scientific Reports
Scientific Reports (nach ISO 4 abgekürzt Sci. Rep.) ist eine wissenschaftliche Fachzeitschrift, die online durch die Nature Research herausgegeben wird. Das Open-Access-Journal deckt alle Bereiche der Naturwissenschaften ab und verfügt über einen Peer-Review-Prozess. Das Konzept der seit 2011 erscheinenden Zeitschrift ähnelt dem des Journals PLOS ONE der Public Library of Science.
Der Impact Factor lag im Jahr 2018 bei 4,011, der 5-jährige Impact Factor bei 4,525. Damit lag die Zeitschrift in der Kategorie „Multidisziplinäre Wissenschaften“ auf Rang 15 von 69 Zeitschriften.

## Kontroversen
Im Journal wurden mehrere Paper zurückgezogen. Da dies in einem Fall (Plagiat) nicht rechtzeitig geschah, traten  19 Redaktionsmitglieder im November 2017 zurück.